# 明日之戰
《明日戰爭》（英語：The Tomorrow War）是一部2021年美國軍事科幻動作片，由克里斯·麥凱執導，扎克·迪恩編劇。主演包括克里斯·普瑞特（兼任執行製片人）、伊凡·史漢基、貝蒂·吉爾平、凱斯·鮑爾斯、山姆·理查森和J·K·西蒙斯。講述一群平民被徵選並隨士兵送往未來的世界，以對抗佔領地球的外星生物、阻止人類滅亡。
《明日戰爭》定於2021年7月2日上線Amazon Prime Video。

## 劇情
2022年12月，生物老師兼前綠扁帽士兵丹·佛瑞斯特未能在著名的研究中心找到工作，只能在學校教書。在觀看卡塔爾世界盃期間，來自2051年的士兵——哈特中尉等人穿越到來並向大眾警告，由於外星生物白長釘（Whitespike）的入侵，人類陷入滅絕邊緣、會在30年後滅亡。世界各國軍隊被派往未來，不僅只有一半人符合傳送資格更只有不到20%的人倖存下來，從而引發了全球徵兵。
被徵召者將前往未來一周時間，仍存活的話將會強制遣返回來。經過一年的強制徵兵及低存活率和日益增長的反戰運動，人類的生存希望渺茫。丹收到通知，他已被徵召，並與其他應徵者一起接受基礎訓練。丹和科學家同袍查理推斷，為了防止出現悖論，被徵召的人在戰爭到來前就已死去。丹等人提前被傳送，但因被傳送到城市上方的錯誤位置而非原定的迈阿密海滩，只有少數人倖存。佛瑞斯特上校命令派遣兵們在該區域被轟炸前營救附近的實驗室人員。實驗室人員無人生還，但丹成功拿到內部的研究物品。被指示逃離該區域後，丹等人在撤退時遭遇大批白長釘襲擊，最後幾乎所有人都死亡，只剩丹、查理和資深派遣兵多利安生還。
三人在多明尼加的一處軍事營地醒來。丹向佛瑞斯特上校匯報，並發現對方是他成年的女兒穆莉，不僅是指揮官還是多學位博士。她要求他陪同執行一項任務——捕捉一隻雌性白長釘，因為找不到毒素能雌性白長釘；由於雄性白長釘的強烈保護欲，所以雌性相對難抓。他們把雌性關在籠子裡，卻讓數百隻雄性蜂湧前來。載著雌性白長釘的直昇機離開後，丹和穆莉逃到海灘和無線電尋求救援。穆莉向丹透露，丹將對自己的生活感到不滿意、拋棄了家人，並於2030年死於車禍。丹和穆莉被運送到大洋中央的一座武裝石油平台，那架有能進行時間跳躍的裝置「跳躍鏈」（Jumplink）。
成功抓捕後丹和穆莉致力於製造一種能完美殺死白長釘的毒素。但在成功匹配出毒素時，大批白長釘從海上進攻並佔領基地以釋放雌性，雖然配出毒素但也來不及了，穆利希望丹能帶毒素回去過去好大量生產對抗白長釘毒素；穆莉最後犧牲了自己，丹則被送回過去。丹試圖將毒素交給軍方，以便將其送到未來，但跳躍鏈已遭白長釘摧毀，無法再使用。
丹回家後與他的妻子集思廣益，推斷出白長釘並非於2048年到達地球，而是來得更早。與查理、多利安協商研究後，他們從白長釘初次出現位置與爪子的成分推測在俄羅斯境內，丹找上班上的沉迷火山研究的學生，推析全球暖化導致牠們解凍並從俄羅斯冰層中跑出來。丹找上官員告知，但此刻地球各國局勢緊張且仍持續發生暴動與抗議，官員怕有國際問題不願協助，最後丹找上疏遠有過節的父親詹姆斯幫忙弄飛機，帶領多利安、查理、哈特中尉和未來士兵們前往俄羅斯，到共青团员岛尋找被稱為科學院冰川來證明他的理論。在冰川發現有異場磁場炸開地表，一行人在冰川內發現了一艘墜毀的外星飛船。與其告訴全世界換來低效率的作為，他們決定立即結束威脅。丹等人發現這艘外星飛船並非白長釘開來，白長釘只是已故外星船員運輸的貨物。他們用毒素注射休眠的白長釘殺死牠們；但中途大量白長釘被喚醒，令眾人難以招架。多利安和哈特眾人犧牲自己，留下來炸毀了整艘船。倖存的丹、留守的查理和詹姆斯發現還有一隻雌性白長釘逃走；在經過一番追殺對峙後，丹和詹姆斯合力使牠中毒後墜入山崖下摔死。外界因巨大爆炸知曉俄羅斯事件後，官員宣稱自己功勞避免了滅絕，丹帶著疏遠的詹姆斯回家團圓。

## 演員
- 克里斯·普瑞特飾演丹·佛瑞斯特（Dan Forester）
- 伊凡·史漢基飾演穆莉·佛瑞斯特上校（Colonel Muri Forester）
  - 萊恩·基耶拉·阿姆斯特朗飾演年幼的穆莉·佛瑞斯特
- J·K·西蒙斯飾演詹姆斯·佛瑞斯特（James Forester）
- 貝蒂·吉爾平飾演艾美·佛瑞斯特（Emmy Forester）
- 山姆·理查森（英语：Sam Richardson (actor)）飾演查理（Charlie）
- 艾德恩·霍吉飾演多利安（Dorian）
- 潔絲敏·馬修斯（Jasmine Mathews）飾演哈特中尉（Lt. Hart）
- 凱斯·鮑爾斯（英语：Keith Powers）飾演葛林伍德少校（Major Greenwood）
- 希雪爾·葛布瑞爾（英语：Seychelle Gabriel）飾演狄亞茲軍士（Sgt. Diaz）
- 瑪麗·萊恩·萊傑斯庫飾演諾拉（Norah）
- 麥克·米契（英语：Mike Mitchell (actor)）飾演考萬（Cowan）

## 製作
2019年2月，宣佈克里斯·普瑞特正為出演一部名為《幽靈征募》（Ghost Draft）的電影進行洽談，該片由克里斯·麥凱執導。7月，伊凡·史漢基加入演員陣容。8月，J·K·西蒙斯、貝蒂·吉爾平、山姆·理查森、西奧·馮、潔絲敏·馬修斯和凱斯·鮑爾斯加入演員陣容。9月，瑪麗·萊恩·萊傑斯庫和艾德恩·霍吉加入演員陣容。11月，該片改名為《明日戰爭》（The Tomorrow War）。

### 拍攝
主體拍攝於2019年9月1日開始進行，拍攝地點包括林肯頓、亞特蘭大和冰島。拍攝於2020年1月13日殺青。

## 發行
《明日戰爭》原定由派拉蒙影業定於2020年12月25日在美國上映。2020年4月，受2019冠狀病毒病疫情影響，電影延期至2021年7月23日（《不可能的任務7》原檔期）在美國上映。2021年1月，據報導亞馬遜工作室以2億美元收購該片的發行權的洽談已經進行到最後階段。2021年4月，宣佈亞馬遜工作室收購了該片，並定於2021年7月2日在Amazon Prime Video播出。

## 續集
2021年7月，Deadline Hollywood報導天空之舞和亞馬遜正在討論製作續集，導演克里斯·麥凱、扎克·迪恩以及演員克里斯·普瑞特、伊凡·史漢基、貝蒂·吉爾平、山姆·理查森、艾德恩·霍吉與J·K·西蒙斯有望回歸。

## 備註
1. ↑  又譯「白鬼煞」。

## 外部連結
- 互联网电影数据库（IMDb）上《明日之戰》的资料（英文）
- 豆瓣电影上《明日之戰》的資料 （简体中文）